# Іньїго Лопес Монтанья
Іньїго Лопес Монтанья (ісп. Íñigo López Montaña, нар. 23 липня 1982, Логроньйо) — іспанський футболіст, захисник клубу «Уеска». Молодший брат футболіста Хорхе Лопеса, чемпіона Іспанії та володаря Кубка УЄФА.

## Ігрова кар'єра
Народився 23 липня 1982 року в місті Логроньйо. Вихованець футбольної школи клубу «Лас-Росас».
У дорослому футболі дебютував 2004 року виступами за другу команду столичного «Атлетіко», в якій провів два сезони, взявши участь у 34 матчах чемпіонату, проте до основної команди так і не потрапив.
Протягом сезону 2006/07 виступав за «Сан-Себастьян-де-лос-Реєс», який грав у Сегунді Б, третьому за рівнем дивізіоні Іспанії, після чого перейшов у «Алькоркон» з того ж дивізіону, з яким 2009/10 року виграв лігу і вийшов до Сегунди.
Своєю грою за останню команду привернув увагу представників тренерського штабу «Гранади», до складу якої приєднався в липні 2010 року і в першому ж сезоні допоміг команді вийти до Ла Ліги, де і дебютував у складі команди у сезоні 2011/12. Всього відіграв за клуб з Гранади три сезони своєї ігрової кар'єри. Більшість часу, проведеного у складі «Гранади», був основним гравцем захисту команди.
До складу клубу ПАОК приєднався 19 червня 2013 року, підписавши з клубом з Салонік дворічний контракт. Проте закріпитись у грецькому клубі не зумів і повернувся в Іспанію 23 січня наступного року, будучи орендованим «Сельтою» до кінця сезону.
1 серпня 2014 року підписав однорічний контракт з «Кордовою», яка саме вийшла до Ла Ліги. Іньїго зіграв в 21 матчі, але не зумів врятувати команду від вильоту, після чого 14 липня 2015 року став гравцем «Уески» з Сегунди.

## Особисте життя
Старший брат Лопеса, Хорхе, також був футболістом.